# Oliveira do Hospital
Oliveira do Hospital es una ciudad portuguesa del distrito de Coímbra, región estadística del Centro (NUTS II) y comunidad intermunicipal de Coímbra (NUTS III), con cerca de 4400 habitantes.

## Geografía
Es sede de un municipio con 234,55 km² de área y 19 416 habitantes (2021), subdividido en 16 freguesias. Los municipio están limitado al norte por Nelas, al este por Seia, al sur por Arganil, al oeste por Tábua y al noroeste por Carregal do Sal.

## Demografía
| Gráfica de evolución demográfica de Oliveira do Hospital entre 1864 y 2021 |
|                                                                            |
| Datos según el nomenclátor publicado por el INE portugués.                 |

## Freguesias
Las freguesias de Oliveira do Hospital son las siguientes:
- Aldeia das Dez
- Alvoco das Várzeas
- Avô
- Bobadela
- Ervedal e Vila Franca da Beira
- Lagares
- Lagos da Beira e Lajeosa
- Lourosa
- Meruge
- Nogueira do Cravo
- Oliveira do Hospital e São Paio de Gramaços
- Penalva de Alva e São Sebastião da Feira
- Santa Ovaia e Vila Pouca da Beira
- São Gião
- Seixo da Beira
- Travanca de Lagos